# قاعدة بيانات آيباك لناسا للأجرام خارج المجرة
قاعدة بيانات آيباك لناسا للأجرام خارج المجرة (بالإنجليزية: NASA/IPAC Extragalactic Database)‏ هي قاعدة بيانات فلكية للفلكيين على الإنترنت التي تجمع وتربط المعلومات الفلكية عن الأجرام خارج المجرة (المجرات والنجوم الزائفة، الأشعة السينية ومصادر الأشعة تحت الحمراء، وما إلى ذلك). أنشأ عالما الفلك من باسادينا جورج الحلو و باري فرنسيس مادور قاعدة البيانات في أواخر ثمانينات القرن 20. وتُموَّل من وكالة ناسا، وتشغيلها وادارتها من قبل مركز تحليل ومعالجة الأشعة تحت الحمراء (IPAC)، في الحرم الجامعي لمعهد كاليفورنيا للتقنية بموجب عقد مع وكالة ناسا.
وتهتم NED بالأجرام خارج مجرة درب التبانة وموقعها الدقيقة وبيانات الانزياح الأحمر وتجميع المراجع الببليوغرافية ذات الصلة والملخصات حول قياس الضوء.
و تشمل أيضا الصور من مشروع مسح ميكروي ثنائي لكامل السماء ومن التراث الفلكي والمسوح الرقمية للسماء.
اعتبارا من مارس 2014، NED يحتوي على 206 مليون جرم فلكي وقياسات الانزياح نحو الأحمر تخص 5 ملايين جرم، 1.9 مليار قياس ضوئي فلكي، 609,000,000 قياس قطر، 71000 مسافات مستقلة والانزياح نحو الأحمر لأكثر من 15 ألف مجرة، و 310 ألف من التصنيفات المفصلة عن 230 ألف جرم، و 2.6 مليون صورة وخرائط وروابط خارجية، جنبا إلى جنب مع وصلات إلى 65000 مجلة ومقال ومذكرات وملخصات..
في أكتوبر 2016 تم إضافة بيانات مرصد سبيتزر لتعزيز قائمة مصادر NED، ودمج كميات محددة بما في ذلك قياس الضوء في النطاق: 5 IR.

## وصلة خارجية
- NED